# Wikilibro
Un Wikilibro puede ser un libro, manual, u otro texto, de contenido libre, que se escribe colaborativamente como Wikipedia. Se elabora con tecnología wiki, lo que significa que cada usuario puede colaborar en la escritura de cualquier libro, haciendo clic en el enlace "editar" que existe en cada página.
Cualquiera puede comenzar a construir libros de contenido abierto contribuyendo, entre otras cosas, a reducir el costo de comprar uno mismo materiales de estudio. Los Wikilibros se encuentran bajo GNU Free Documentation License.
Wikilibros está trabajando en hacer disponibles para Internet muchos libros en diferentes lenguas; los fundadores esperan que sea un sitio útil y que ayude a muchas personas.